# Charles (fodboldspiller, født 1996)
Charles Rigon Matos (født 19. juni 1996), kendt som bare Charles, er en brasiliansk fodboldspiller, som spiller for Série A-klubben Corinthians.

## Klubkarriere

### Tidlige karriere
Charles begyndte sin karriere med Santo Ângelo, hvor han gjorde sin førsteholdsdebut i 2015.
Charles skiftede i juni 2015 til Internacional, og blev del af ungdomsakademiet her. Han debuterede for førsteholdet i februar 2017. Han blev i januar 2019 udlejet til Sport Recife.

### Ceará
Charles skiftede i december 2019 til Ceará da klubben opkøbte 50% af hans rettigheder fra Internacional.

### Midtjylland
Charles skiftede i juni 2021 til FC Midtjylland. Han spillede 101 kampe for klubben over tre sæsoner.

### Corinthians
Charles vendte i juli 2024 tilbage til Brasilien, da han skiftede til Corinthians.